# Mittamalahalli, Bangarapet
Mittamalahalli là một làng thuộc tehsil Bangarapet, huyện Kolar, bang Karnataka, Ấn Độ.